# Laurent Tapie
Pour les articles homonymes, voir Tapie.
Laurent Tapie, né le 7 octobre 1974, est un homme d'affaires français, actionnaire majoritaire de la société Delage Automobiles depuis 2019.

## Biographie

### Enfance et formation
Laurent Tapie est né le 7 octobre 1974. Il est le fils de l'homme d'affaires Bernard Tapie et de Dominique Mialet-Damianos.
Il passe sa petite enfance à Cormeilles-en-Parisis, avant d'emménager à Paris à l'âge de 6 ans. Il est scolarisé à l'école primaire Jean Monnet, puis au Lycée Janson de Sailly, de la 6ème jusqu'à l'obtention de son BAC C (mathématiques - physiques) en 1992. 
Il déménage avec ses parents à Marseille à 1993 et s'inscrit à la Faculté d'Economie Aix-III où il obtient une licence d'économie en 1995.
Il passe alors les concours des grandes écoles de commerce et intègre l’École supérieure de commerce de Paris (ESCP)en septembre 1995, dont il sort diplômé en majeure Finance en juin 1998.
Il est alors recruté par le cabinet de conseil McKinsey & Company où il reste deux ans, avant de se lancer dans l'entrepreneuriat. 

### Entrepreneuriat
Laurent Tapie créé sa première société alors qu'il est élève à l'ESCP. Nommée "Reebok 6" du fait du sponsoring de la marque Reebok, elle consistait à organiser des tournois de football payants pendant l'été, en région parisienne. D'abord grand public en 1996, elle se concentre sur les Comités d'Entreprises en 1997 et 1998. Laurent Tapie déclarera plus tard que le succès de cette première entreprise lui mit la "pied à l'étrier" et le décida à devenir entrepreneur, après avoir "acquis la formation nécessaire au sein d'un cabinet de conseil"
En 2000, Il crée le site internet, free-goal.com, qui rassemble des informations, des forums et des paris gratuits sur le football. Il revend le site en juillet 2022 au groupe de presse "Foot Editions", qui édite plusieurs journaux spécialisés sur le football, dont le plus connu est le journal But !, qui fait du site free-goal.com le site du journal.
Après avoir refait du conseil en tant qu'indépendant auprès de plusieurs PME de 2002 à 2004, Laurent Tapie fonde à Malte la société Atlas Sports & Games Ltd, qui crée le site livebetting.com en 2005. Le site est alors un des premiers au monde à proposer des paris en live et la possibilité de "revendre" son pari en temps réel pendant les matchs.
La société est rachetée en 2009 par le Groupe Partouche, à l'époque leader européen des groupes de casinos, dont Laurent Tapie devient un des directeurs de la filiale numérique Partouche Interactive.    
Il démissionne en 2010 pour créer un incubateur Internet, BLT Développement, qui crée plusieurs sites Internet, dont le site de commerce en ligne bernardtapie.com qui connaît un gros succès à sa sortie. Mais les ennuis judiciaires croissants de Bernard Tapie vont pousser les sociétés partenaires du site à se désengager, et le site sera fermé quelques années plus tard. 
Laurent Tapie lance également, au sein de son incubateur, le site achat-or-et-argent.fr, en Joint Venture avec le groupe Godot et Fils, groupe spécialisé dans la vente d'or d'investissement depuis 1933 et qui, bien qu'ayant un réseau de boutiques physiques en France, n'avait pas développé de site Internet.  Le site devient n.1 français de la vente d'or d'investissement à partir de 2012. Laurent Tapie revend ses parts à Godot & Fils en 2015.
Il reprend également plusieurs sociétés de rachat de crédit en difficulté entre 2012 et 2013, qu'il restructure et consolide pour former le groupe BC Finance, qui devient en 2015 n°2 français du rachat de crédit avec une production de plus de 160 millions d'euros de crédits annuels. Il revend le groupe en 2016 à "Assu 2000", 1er réseau français de courtage.
En 2016, Laurent Tapie quitte la Belgique où il était installé depuis 2013 et s'installe à Miami, aux Etats-Unis.

### Automobile - Relance de la marque historique française DELAGE

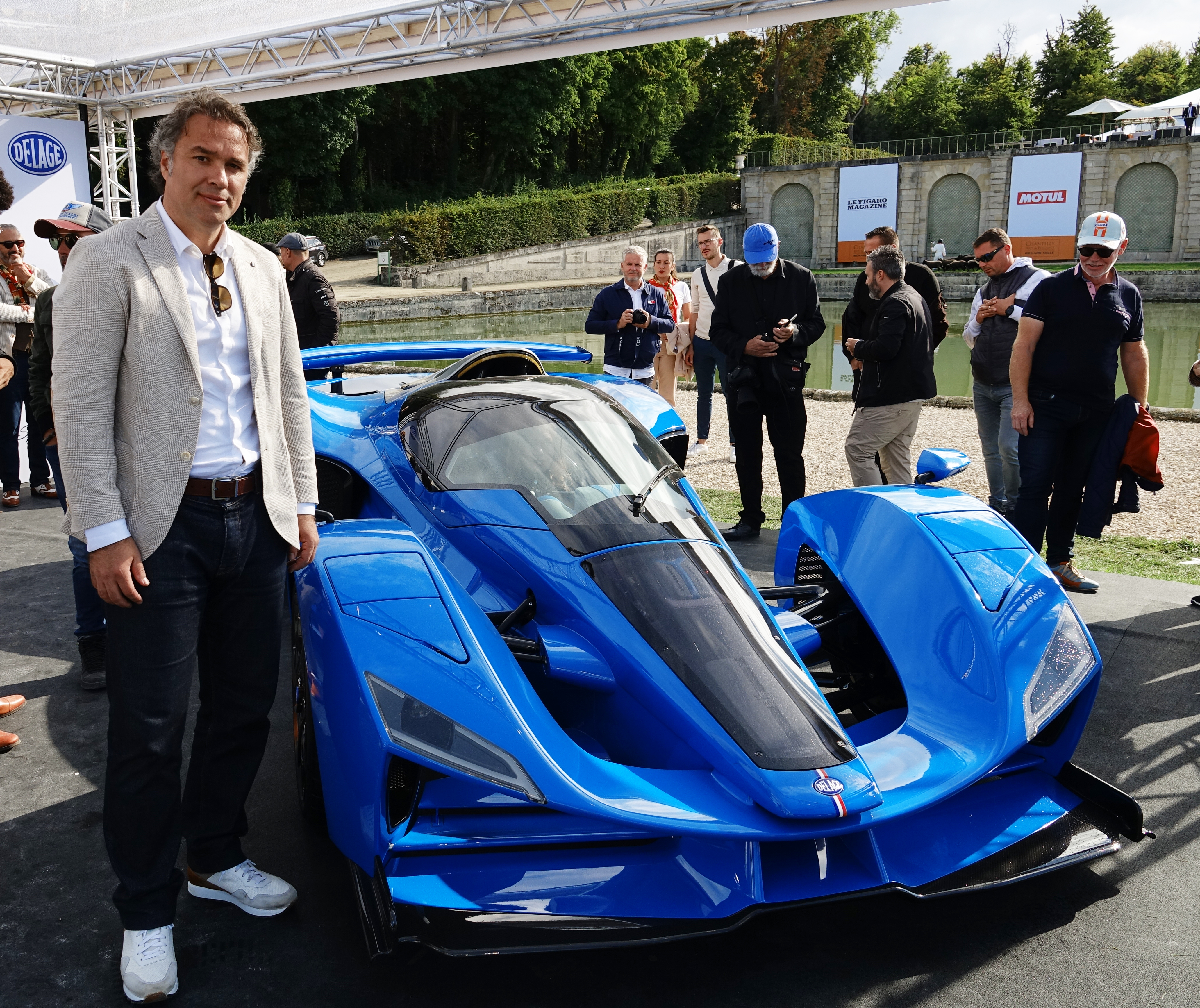
Laurent Tapie et la Delage D12

Le 7 novembre 2019, au salon Époqu'auto de Lyon, « Les Amis de Delage » et Laurent Tapie annoncent avoir signé un accord de cession des droits du constructeur automobile Delage. Laurent Tapie devient le président de Delage Automobiles SAS.
Le 10 décembre 2019, à Los Angeles aux États-Unis, il présente le concept car de la Delage D12, annonçant la future supercar hybride française.
Un an plus tard, la Delage D12 remporte le prix de la plus belle voiture du monde aux Automobile Awards 2020/2021.
Un an et demi plus tard, en juin 2022, Delage présente le prototype roulant de la Delage D12 lors du Goodwood Festival of Speed, célèbre événement automobile annuel en Angleterre. 

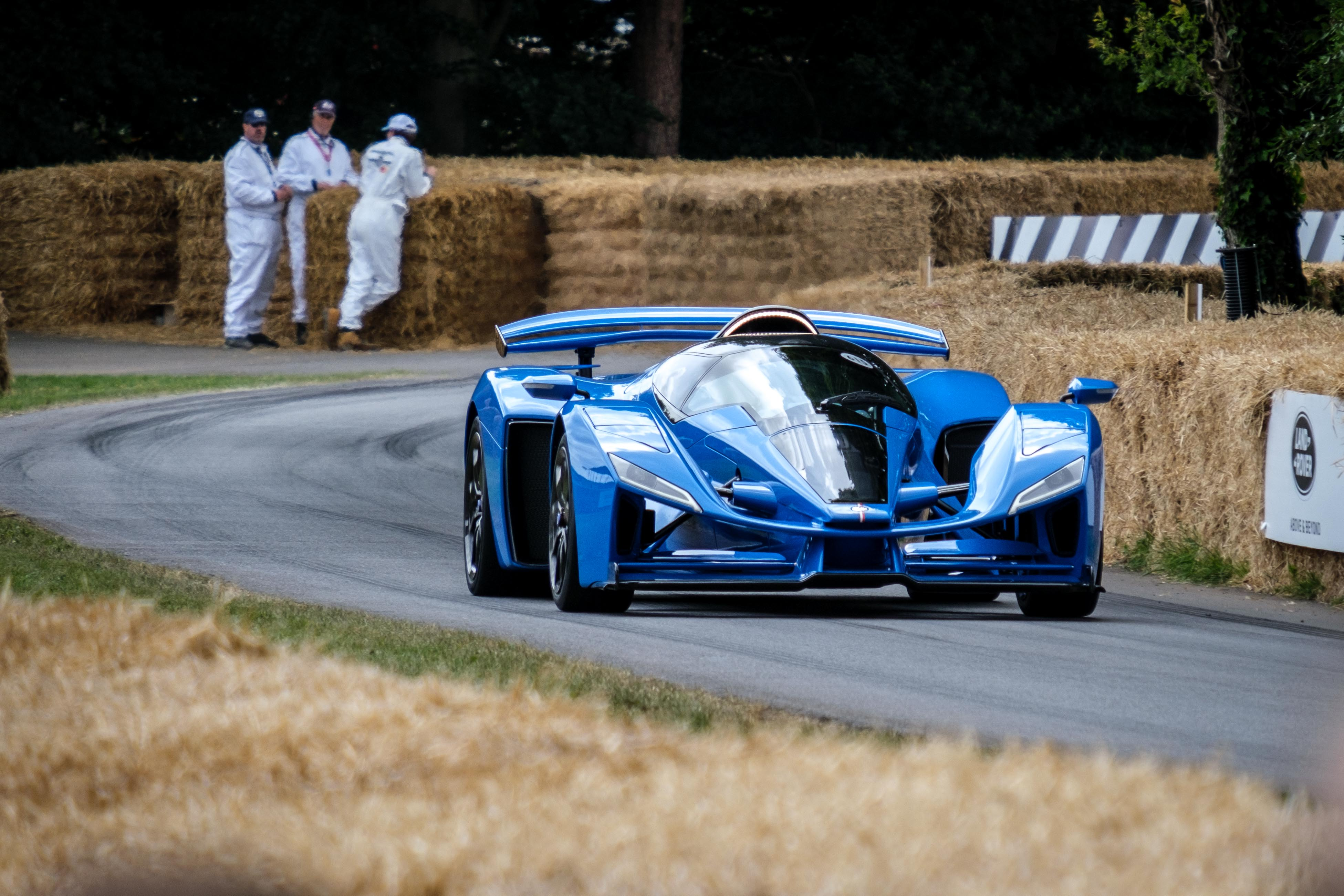
La Delage D12 en action lors du Goodwood Festival of Speed 2022 (Angleterre)

La société Delage Automobiles annonce sur son site Internet la signature de plusieurs accords de distribution à travers le monde. 
En juin 2024, Laurent Tapie annonce, lors d'une interview pour Entreprendre, l'inauguration de la Manufacture Delage produisant, à Magny-Cours, les premières voitures clients de la Delage D12, dont il attend l'homologation européenne avant la fin de l'année. 
Il y annonce également la signature d'accords en Chine et en Arabie Saoudite pour la construction de "Villages Delage", des villages "à la française" avec l'automobile pour thème central, et le soutien des plus grands groupes mondiaux de luxe.  

### Vie Personnelle
Laurent Tapie est marié depuis 1998 avec Marie Griessinger, qui fut successivement mannequin, copyrighter publicitaire au sein d'Euro-RSCG (groupe Havas), puis Auteur depuis 2017
Ils ont deux enfants, Louis (né en février 2005) et Eva (née en novembre 2007).